# Hanno (cràter)

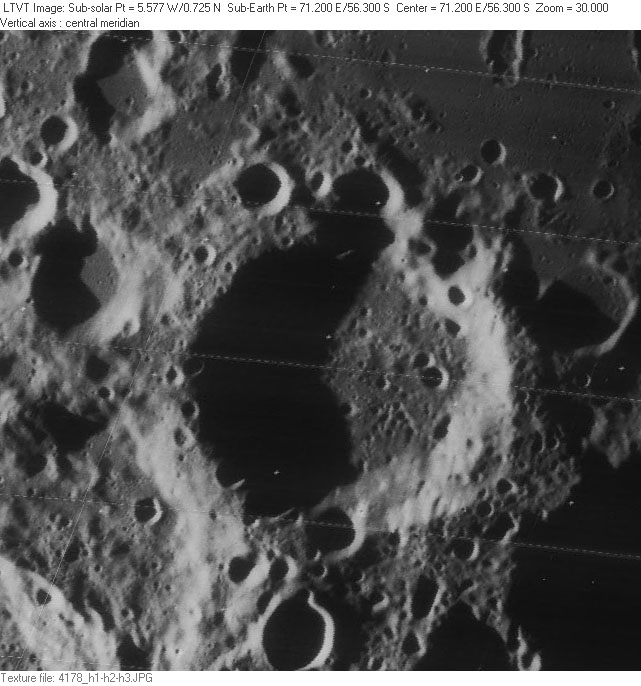
Fotografia de la missió Lunar Orbiter 4 (1967)

Hanno és un cràter d'impacte que es troba prop de l'extremitat sud-est de la Lluna, situat la vora occidental del Mare Australe. A una distància d'un diàmetre del cràter cap al sud-oest s'hi troba el prominent cràter Pontécoulant.
Es tracta d'una formació molt desgastada, amb una vora exterior que ha estat molt erosionat per una sèrie de successius petits impactes. Un cràter de menor grandària es solapa amb la vora de Hanno al seu costat nord-nord-est. Les parets internes estan marcades gairebé sense excepció per petits impactes, i el sòl interior és relativament anivellat, encara que presenta abundants cràters.

## Cràters satèl·lit
Per convenció, aquests elements s'identifiquen als mapes lunars col·locant la lletra al costat del punt central del cràter més pròxim a Hanno.
|       | \| Hanno \| Coordenades \| Diàmetre \| \| ----- \| ------------------------------------ \| -------- \| \| A \| 53° 24′ S, 63° 12′ E / 53.4°S,63.2°E \| 38 km \| \| B \| 52° 36′ S, 68° 36′ E / 52.6°S,68.6°E \| 36 km \| \| C \| 55° 54′ S, 68° 54′ E / 55.9°S,68.9°E \| 22 km \| \| D \| 59° 06′ S, 78° 18′ E / 59.1°S,78.3°E \| 18 km \| \| E \| 59° 18′ S, 73° 00′ E / 59.3°S,73.0°E \| 18 km \| \| F \| 52° 18′ S, 68° 12′ E / 52.3°S,68.2°E \| 9 km \| \| G \| 58° 00′ S, 70° 36′ E / 58.0°S,70.6°E \| 16 km \| \| H \| 57° 36′ S, 74° 24′ E / 57.6°S,74.4°E \| 57 km \| \| K \| 53° 30′ S, 76° 54′ E / 53.5°S,76.9°E \| 25 km \| \| W \| 54° 36′ S, 60° 06′ E / 54.6°S,60.1°E \| 10 km \| \| X \| 55° 18′ S, 67° 42′ E / 55.3°S,67.7°E \| 13 km \| \| I \| 55° 18′ S, 66° 00′ E / 55.3°S,66.0°E \| 8 km \| \| Z \| 55° 06′ S, 65° 06′ E / 55.1°S,65.1°E \| 10 km \| |          |
| Hanno | Coordenades | Diàmetre |
| A     | 53° 24′ S, 63° 12′ E / 53.4°S,63.2°E | 38 km    |
| B     | 52° 36′ S, 68° 36′ E / 52.6°S,68.6°E | 36 km    |
| C     | 55° 54′ S, 68° 54′ E / 55.9°S,68.9°E | 22 km    |
| D     | 59° 06′ S, 78° 18′ E / 59.1°S,78.3°E | 18 km    |
| E     | 59° 18′ S, 73° 00′ E / 59.3°S,73.0°E | 18 km    |
| F     | 52° 18′ S, 68° 12′ E / 52.3°S,68.2°E | 9 km     |
| G     | 58° 00′ S, 70° 36′ E / 58.0°S,70.6°E | 16 km    |
| H     | 57° 36′ S, 74° 24′ E / 57.6°S,74.4°E | 57 km    |
| K     | 53° 30′ S, 76° 54′ E / 53.5°S,76.9°E | 25 km    |
| W     | 54° 36′ S, 60° 06′ E / 54.6°S,60.1°E | 10 km    |
| X     | 55° 18′ S, 67° 42′ E / 55.3°S,67.7°E | 13 km    |
| I     | 55° 18′ S, 66° 00′ E / 55.3°S,66.0°E | 8 km     |
| Z     | 55° 06′ S, 65° 06′ E / 55.1°S,65.1°E | 10 km    |